# Madonna col Bambino in trono e i santi Giovannino, Giovanni Evangelista e Caterina d'Alessandria
Madonna col Bambino in trono e i santi Giovannino, Giovanni Evangelista e Caterina d'Alessandria è un dipinto di Annibale Carracci. L'opera è nota anche come Madonna di San Giorgio, in quanto inizialmente collocata nella chiesa bolognese di San Giorgio in Poggiale. È  datata e firmata con l'iscrizione: ANNI CARR FE MDXCIII.

## Storia

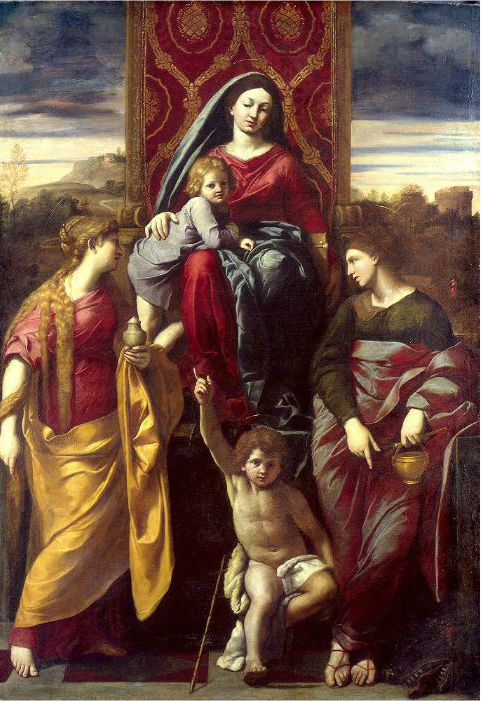
Antonio Carracci, Madonna con Bambino in trono, san Giovannino, santa Maria Maddalena e santa Marta, 1616, Berlino, Gemäldegalerie

Nel corso dell'Ottocento la tela venne rimossa dalla sua collocazione originaria (la cappella Landini della chiesa di San Giorgio in Poggiale a Bologna) anche a causa delle precarie condizioni conservative in cui si trovava. Dapprima collocata nella Accademia di Belle Arti, dove se ne effettuò un restauro, fu poi definitivamente destinata alla neoistituita Pinacoteca Nazionale di Bologna.
Benché l'opera sia stata molto apprezzata in passato, come attestano le elogiative descrizioni del Bellori e ancor più del Malvasia (i principali biografi seicenteschi di Annibale Carracci), la fortuna del dipinto scemò grandemente nel corso del Novecento.
A partire da una considerazione di Hans Tieze (primo studioso moderno di Annibale), infatti, si diffuse l’opinione che la Madonna di San Giorgio, fosse da attribuire, in gran parte, a Lucio Massari, seguace di Annibale.
Questa idea, rifiutata da Rudolf Wittkower, ebbe il parziale avallo di Donald Posner (tra i maggiori studiosi del più giovane dei Carracci). Per lo storico statunitense, infatti, mentre i disegni preparatori superstiti dimostravano che l’ideazione della pala era senza dubbio di Annibale, la stesura del colore, invece, era, almeno in parte, attribuibile al Massari. Posner ritenne di trovare una conferma a questa ricostruzione in una tela oggi a Berlino chiaramente connessa alla pala di San Giorgio, opera che egli giudicò dello stesso Massari, ravvisando in questa circostanza una prova della spettanza all’allievo anche della Madonna della Pinacoteca di Bologna.
Le ultime acquisizioni degli studi hanno superato questa impostazione, restituendo decisamente la pala di San Giorgio alla mano di Annibale: la qualità dell'opera e la concordanza delle fonti antiche che dicono il dipinto del Carracci, sembrano sgombrare il campo dai dubbi di autografia.
Quanto poi alla pala di Berlino prevale oggi l’opinione che essa sia opera di Antonio Carracci, piuttosto che del Massari.

## Descrizione e stile

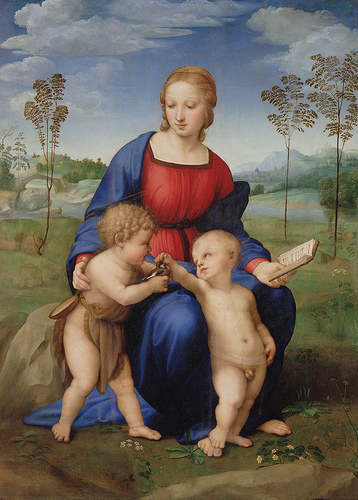
Raffaello, Madonna del Cardellino, 1506 circa, Firenze, Uffizi

Il dipinto segna un importante momento di evoluzione degli interessi artistici di Annibale Carracci.
Infatti, se le opere degli anni immediatamente antecedenti sono caratterizzate da una forte adesione alla pittura veneziana del Veronese, del Tintoretto e di Tiziano, nella Madonna di San Giorgio Annibale sperimenta altre direzioni di ricerca. 
Per quanto la calda cromìa e alcuni dettagli –  come la figura di santa Caterina, accostabile ai tipi del Veronese –  rimandino ancora a Venezia, la composizione simmetrica e frontale del dipinto, la centralità della Vergine, la placidità dell’azione, avvicinano la Madonna di San Giorgio piuttosto alle sacre conversazioni rinascimentali.
Il primo modello di riferimento, in questo senso, è il Correggio – maestro che aveva fortemente influenzato la pittura di Annibale prima della svolta veneziana – ed in particolare la sua Madonna di San Francesco, cui corrisponde il particolare del rilievo scolpito sul trono, collocato in una nicchia ovale, all'interno del quale, nel dipinto di Annibale, si scorge re Davide che suona la cetra. Anche l'inquadramento della scena tra colonne ioniche in diaspro deriva dall'opera di Correggio.
Ancor più significativa è la circostanza che in questo dipinto Annibale si misura direttamente, per la prima volta, con la grande tradizione centro-italiana di derivazione fiorentina.
Si è colta, infatti, nella Madonna di San Giorgio un'accentuata assonanza compositiva sia con la Madonna delle Arpie di Andrea del Sarto sia con il Salvator mundi di Fra Bartolomeo.
Lo svolgersi dell'azione contro una nicchia chiusa e il maggior raccoglimento degli personaggi raffigurati, inseriti in uno schema piramidale, avvicinano l'opera della Pinacoteca bolognese a questi precedenti fiorentini ancor più che alla Madonna di Correggio. 
Altrettanto percepibile è l'attenzione per Raffaello. Si individuano, infatti, nella tela di Annibale, chiari rimandi alla Madonna del Cardellino, da cui è derivato il gruppo della Vergine e dei due bambini e del quale vi è una citazione letterale nel particolare  del piede del Bambin Gesù poggiato sul piede della Madre.

## Altre immagini

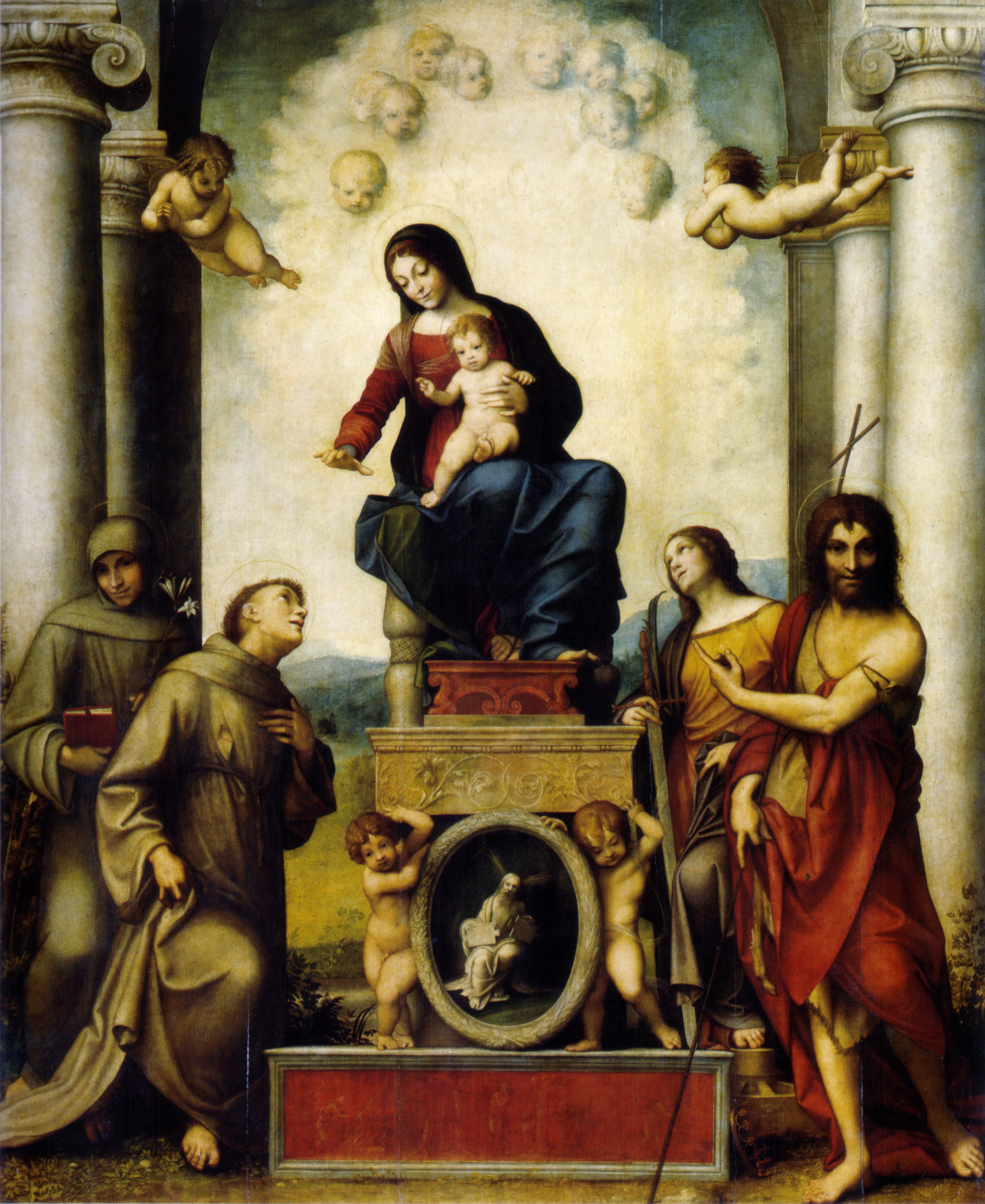
Correggio, Madonna di San Francesco, 1514-1515, Dresda, Gemäldegalerie
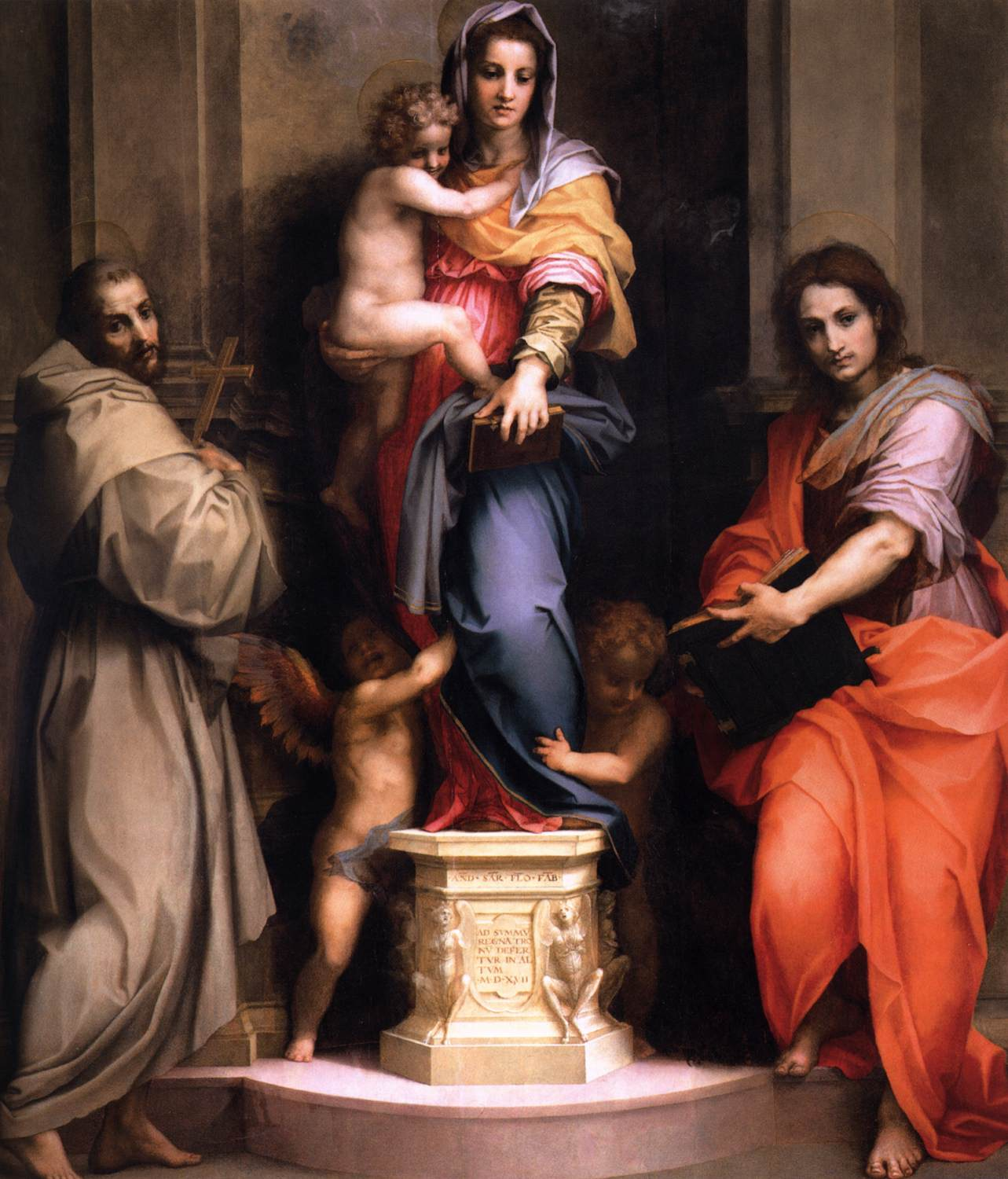
Andrea del Sarto, Madonna delle Arpie, 1517, Firenze, Uffizi
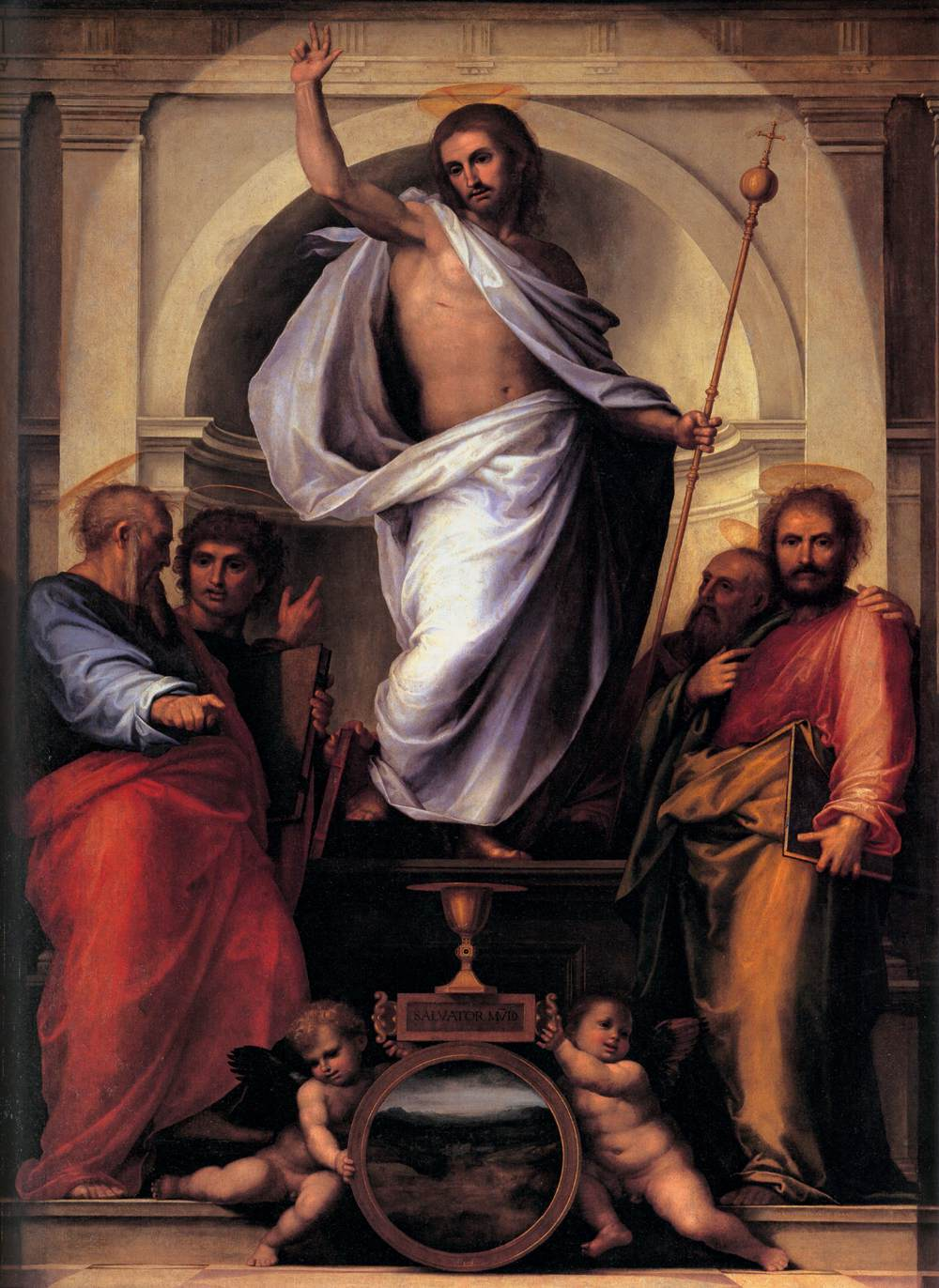
Fra Bartolomeo, Salvator mundi, 1516,  Firenze, Galleria Palatina